# Iron Man 3 (videogioco)
Iron Man 3 è un videogioco del 2013 prodotto da SEGA, tratto dall'omonimo film a sua volta ispirato alla serie a fumetti. Il videogioco, reso disponibile esclusivamente per smartphone Android e iOS, differisce nello stile di gioco rispetto ai due predecessori diventando un videogioco a piattaforme in stile Temple Run.